# (3622) Ильинский
(3622) Ильинский (лат. Ilinsky) — типичный астероид главного пояса, открыт 29 сентября 1981 года советским астрономом Людмилой Журавлёвой в Крымской астрофизической обсерватории и 31 мая 1988 года назван в честь советского актёра и режиссёра Игоря Ильинского.

## Обнаружение и именование
(3622) Ильинский
Открыт 29 сентября 1981 года в Научном Л. В. Журавлёвой.
Назван в память об актёре Игоре Владимировиче Ильинском (1901—1987).
Оригинальный текст (англ.)3622 Ilinsky
Discovered 1981-09-29 by Zhuravleva, L. at Nauchnyj.
Named in memory of the actor Igor' Vladimirovich Il'insky (1901—1987).
Источники: DISCOVERY.DB; M.P.C. 13176.

## Орбита

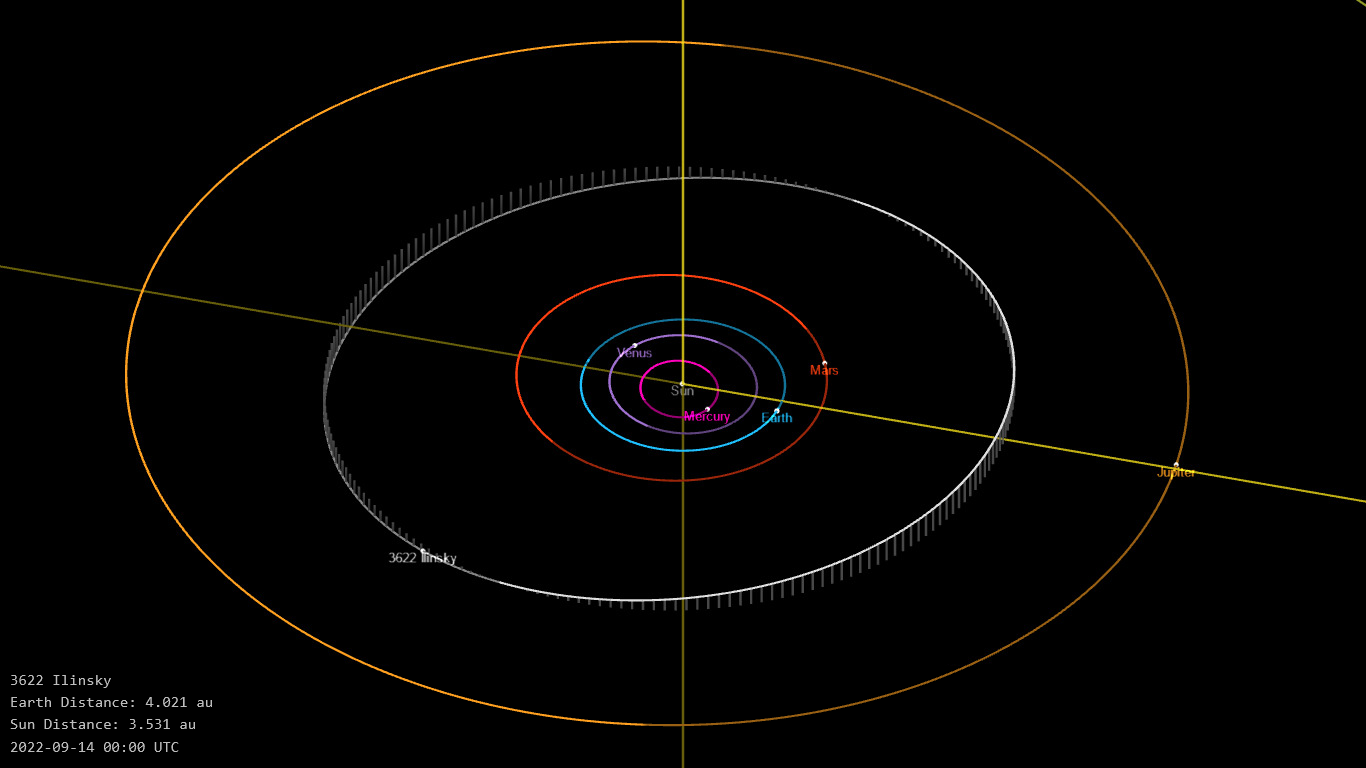
Орбита астероида Ильинский и его положение в Солнечной системе

## Физические характеристики
Астероид относится к таксономическому классу C.
По результатам наблюдений в видимом и ближнем инфракрасном диапазоне космического телескопа NEOWISE и наблюдений в инфракрасном диапазоне спутника Akari диаметр астероида оценивался равным 21,880±0,458 км и 21,29±1,52 км. Согласно тем же источникам альбедо оценивается как 0,1016±0,0230, 0,107±0,016 и 0,102±0,023.